# ГЕС Hochon 2
ГЕС Hochon 2 — гідроелектростанція у північно-східній частині Північної Кореї. Знаходячись між ГЕС Hochon 1 та ГЕС Hochon 3, входить до складу дериваційного каскаду, який використовує ресурс зі сточища річки Hochon, лівої притоки Ялуцзян (басейн Жовтого моря), перекинутий в долину річки Namdaechon (впадає до Японського моря біля міста Танчхон).
Відпрацьований на станції Hochon 1 ресурс потрапляє до тунелю, котрий проходить під руслом Namdaechon і далі прямує в лівобережному гірському масиві біля 18 км. На завершальному етапі після запобіжного балансувального резервуару по схилу гори прокладені чотири напірні водоводи, які прямують до розташованого за 0,4 км наземного машинного залу.
Станцію Hochon 2 ввели в експлуатацію ще у 1940 році, в часи японського колоніального панування в Кореї (тому вона також відома під японською назвою Kyosen). Ця ГЕС має потужність 68 МВт, що є другим показником серед чотирьох основних станцій каскаду загальною потужністю 335,4 МВт.
Відпрацьована на Hochon 2 вода потрапляє до тунелю, який прямує понад 12 км до станції Hochon 3 (можливо відзначити, що загальна довжина дериваційних тунелів каскаду становить 94,6 км).
Починаючи з 1980 року на станціях каскаду Hochon впроваджене дистанційне керування.

## Корейська війна
Починаючи з червня 1952-го авіація ООН неодноразово піддавала бомбардуванням північнокорейські електростанції. Найбільш потужні удари прийшлись на кінець червня, при цьому в перший день операції, 23 числа, Hochon 2 була атакована літаками із борту авіаносця Bon Homme Richard.
Періодичні нальоти, які мали за мету перешкодити відновлювальним роботами, продовжувались і надалі, зокрема ГЕС Hochon 2 була атакована:
- 8 липня літаками з все того ж Bon Homme Richard. За п'ять днів до того вони вже вилітали сюди, але змогли завдати удару лише по сусідній Hochon 1, тоді як район другої станції виявився затягнутим димом. В цей раз вдалось досягти прямих влучань у машинний зал та водоводи;
- 3 серпня авіагрупами Bon Homme Richard та ще одного авіаносця Essex, які атакували ГЕС завдавши зокрема, додаткових пошкоджень трансформаторній підстанції;
- 29 серпня силами ВПС США.
У другій половині 1950-х років каскад Hochon пройшов через відбудову, під час якої первісно змонтоване тут японське обладнання замінили на постачене з Чехословаччини.